# Abhicara
Abhichara ou Abhicara é um termo Sânscrito, que vem de abhi, direção, e do verbo car, que significa "ir". É frequentemente usado como indicativo de agir errado, ir na direção errada, feitiço, encanto ou possessão.[carece de fontes?]
É usado para descrever o emprego de um feitiço ou encanto, normalmente para um propósito maléfico, causando a morte ou doença, através dos poderes de mesmerismo usados por feiticeiros na Índia.[carece de fontes?]
Abhicara é um ritual oral da tradição de Kerala. Ele é mencionado em um dos episódios do Mahabharata. Este episódio é citado em:
1. Kuratti Thottam associado com o apresentação de Theyyam do norte de Kerala,
2. Nizhalkkuttu Pattu, uma seção de Mavaratam Pattu, uma versão do Mahabharata popular no sul de Kerala,
3. Nizhalkkuttu Pattu associado com um ritual chamado Pallippana e
4. Nizhalkkuttu attakatha, texto para um peça popular em Kathakali.[carece de fontes?]